# دم‌خاری زیتونی
دم‌خاری زیتونی (نام علمی: Cranioleuca obsoleta) یک گونه از پرندگان در زیرتیرهٔ Furnariinae از تیرهٔ تنورمرغان (Furnariidae) است که در آرژانتین، برزیل و پاراگوئه یافت می‌شود.